# 陳繼之
陳繼之（？—1403年），福建莆田县仁寿里十五图人。明朝政治人物。

## 生平
建文二年（1400年）進士，授戶科給事中。上疏僧人佔田過多，“以江南僧道多佔腴田，蠶食百姓，乃奏請僧道人給五畝，餘以賦民”。燕王朱棣起兵發難時，他“疏陳備禦六事，復請擢徐增壽以阻擊逆謀”，建文帝未予採納。朱棣即位後，被殺。

## 家族
父四季，年六十九，发甘肃充军，同年行至开封府病故。母黄一姐，年六十五，发甘肃随行，同年十二月二十九日行至郑州故。男征仔，四岁，随母饶氏给配，后以永乐六年抄送镇抚司，十月十六日在屯田所病故。妻饶氏即姚氏，年四十二，配象奴阿宗为妻。女进奴，年十三岁，配指挥袁江为奴；京奴，一岁，永乐初故。弟余翔等俱充军。